# Jørgen Woldsen
Jørgen Woldsen (4. juli 1946 – 11. august 2008 i Klampenborg) var en dansk administrerende direktør.
Woldsen var sønnesøn af Johan Frederik Woldsen, som var medindehaver af Mayland. Han blev oplært i virksomheden, blev realist fra Sejergaardsskolen 1962, og var fra 1978 til 2004 adm. direktør for Mayland. Umiddelbart efter sin tiltrædelse påbegyndte han en gennemgribende modernisering af lokalerne og produktionsapparatet i selskabets ejendom i Skovlunde.
Han døde i 2008 af kræft og blev begravet fra Skovshoved Kirke.